# Mossane
Pour plus de détails, voir Fiche technique et Distribution.
Mossane est un film dramatique germano-sénégalais sorti en 1996 et réalisé par Safi Faye. Le film a été présenté dans la section Un certain regard au Festival de Cannes 1996 après un conflit juridique qui dure six ans. Le film est entièrement fictif, contrairement à certains des films précédents de Faye dans lesquels elle utilisait un style documentaire,.

## Synopsis
Mossane, qui signifie « la beauté » en sérère, est une adolescente de 14 ans dont la beauté déstabilise tout son village. À Mbissel, une communauté sérère ancrée dans les traditions, Mossane attire l’attention dans son village, y compris celle de son propre frère, Ngor, illustrant combien sa beauté est à la fois sublime et dangereuse.
Depuis sa naissance, Mossane est promise à Diogoye, un émigré vivant en France, qui soutient la famille financièrement grâce à ses envois. Mais Mossane aime Fara, un étudiant pauvre, sincère et discret. Leur liaison est chaste, presque secrète, mais la rumeur s’épanche, inquiète les ainés et met sous pression la famille. Sous l’œil des traditions, ses parents acceptent de hâter le mariage avec Diogoye. Les festivités se mettent en place, avec offrandes aux esprits, chants et dot.
Le jour des noces, Mossane refuse de sacrifier son désir, sa liberté, pour un arrangement social. Ses parents sont bouleversés, la communauté choquée. Elle s’enfuit pour rejoindre la mer. Là, elle disparaît, et seule la mer connaît son sort.

## Analyse

### Contexte historique
Les années 1990 sont marquées par des politiques d’ajustement structurel imposées par les institutions financières internationales comme la Banque Mondiale et le Fond Monétaire International. La rigueur budgétaire imposée à l’Etat sénégalais se manifeste par un désengagement de celui-ci dans plusieurs secteurs, ce qui entraîne des frustrations sociales dans un pays où les indicateurs sociaux et économiques n’étaient déjà pas bons.  

### Thèmes Principaux:
- Le scénario est ancré dans la culture sérère, tout en s’ouvrant à une lecture universelle : Mossane, c’est le récit d’une jeune fille qui refuse que son destin soit dicté par d’autres.

- Racines et modernité : Diogoye, l’émigré, symbolise l’aspiration à un ailleurs matériellement prospère.

- La place de la femme dans la société : Le mariage arrangé, les attentes familiales et la marchandisation implicite des femmes sont remis en question.
- La beauté comme malédiction : Mossane est idéalisée, objectifiée. Sa beauté devient une force fatale, presque mythique.
- Spiritualité sérère : Le récit s’ouvre sur un bain de Mossane à marée basse ; un moment presque mythique, contemplé en silence par les esprits Pangool, symboles ancestraux, comme si elle était hors du temps et des hommes. Safi Faye le dit elle-même : « Si Mossane est trop belle pour appartenir à ce monde, elle ne peut appartenir qu’au monde des esprits, des ancêtres... » [5]

Pour Safi Faye, Mossane n’est pas définie que par son appartenance à un village sérère. Les tensions du film vont plus loin qu’une opposition entre la culture et la modernité. Elle énonce : « A 14 ans, la Mossane du film obéit à ses parents mais ressent les pulsions de l’adolescence. Point. Faire une fixation sur la tradition et la modernité seulement parce que Mossane est une Africaine est superflu. Mossane est une adolescente comme toute autre. Vouloir lui faire porter l’étiquette d’adolescente africaine serait aberrant… »

## Fiche technique
- Support : 35 mm / 16 mm
- Durée : 1 h 45 min
- Genre : fiction
- Année : 1996
- Pays : Sénégal
- Réalisation : Safi Faye
- Scénario : Safi Faye
- Directeur de la photographie : Jürgen Jürges
- Son : Anna Perini
- Montage : Andrée Davanture
- Musique : Yandé Codou Sène

## Distribution
- Magou Seck : Mossane
- Isseu Niang : Mère Mingué Diouf
- Moustapha Yade : Samba
- Abou Camara : Oncle Baak
- Alioune Konaré : Fara
- Alpha Diouf : Ngor